# Pierre Plô
Pas d'image ? Cliquez ici

a Compétitions nationales et continentales officielles uniquement.

b Matchs officiels uniquement.
Pierre Plô, né le 8 mars 1936 à Paris, est un joueur de rugby à XIII international français. En club, il a longtemps joué pour Montpellier XIII aux côtés de Pierre Lacaze et Yves Civil.
La première école de rugby sur Mende est à son initiative en 1973.

## Biographie

### Détails en sélection de rugby à XIII
| 1. | 18 juillet 1964 | Australie        | 9-35  | Test-match | Remplaçant     | - | - | - | - |
| 2. | 25 juillet 1964 | Nouvelle-Zélande | 16-24 | Test-match | Remplaçant     | - | - | - | - |
| 3. | 1er août 1964   | Nouvelle-Zélande | 8-18  | Test-match | Deuxième ligne | 3 | 1 | - | - |